# Christoph Otto von Gamm
Christoph Otto von Gamm (* 19. Januar 1721 in Göhren; † 25. Mai 1796 in Güstrow) war ein dänischer Diplomat und nachmaliger Regierungsbeamter in Mecklenburg-Strelitz, zuletzt Geheimerrats-Präsident ebenda, sowie Genealoge des mecklenburgischen Adels.

## Leben
Christoph Otto von Gamm wurde geboren als ein Sohn von Paul Otto von Gamm († 24. Oktober 1756). Die Familie Gamm ist ein altes mecklenburgisches Adelsgeschlecht wendischen Ursprungs.

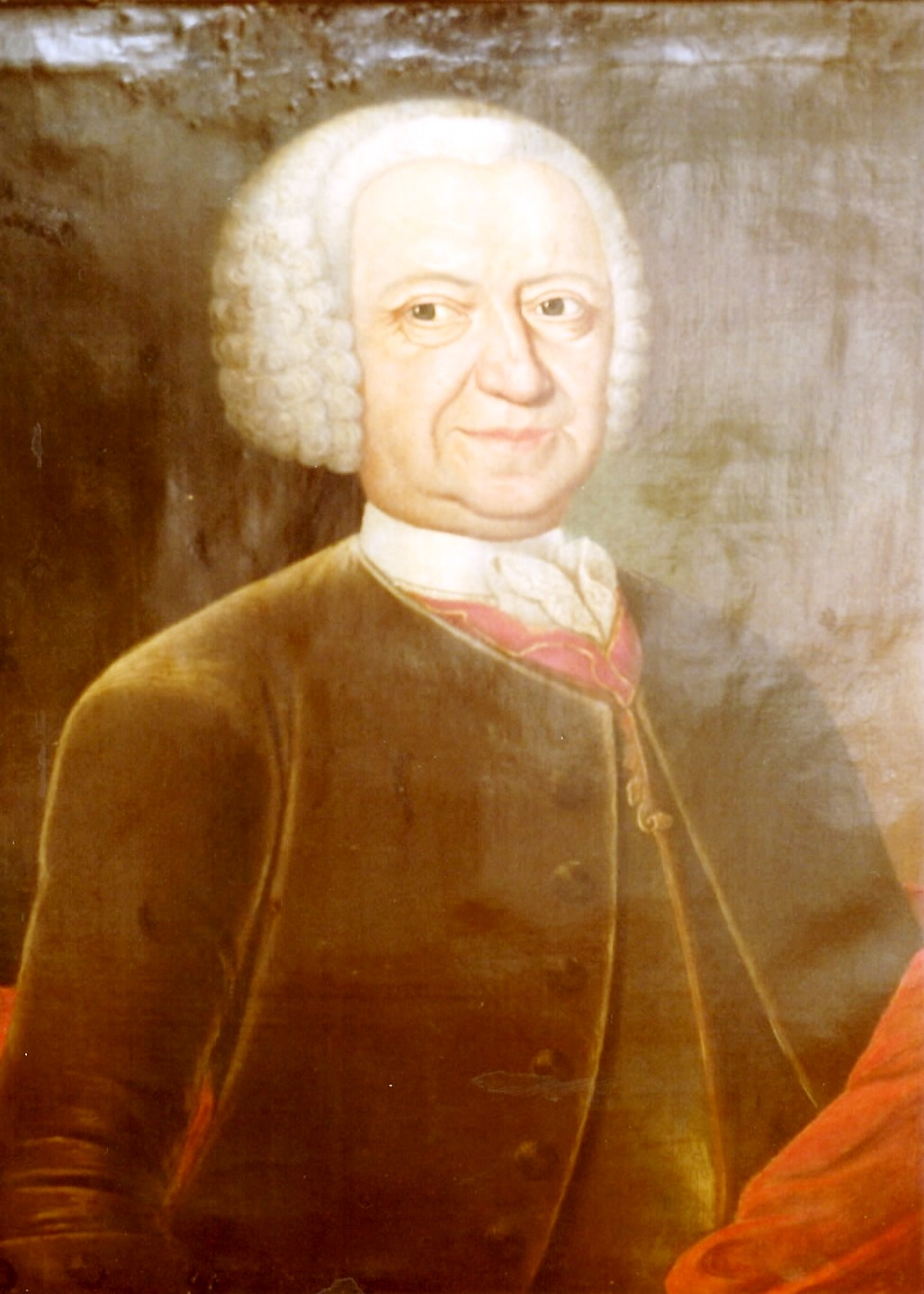
Christoph Otto von Gamm. Porträt in Familienbesitz

Er studierte an den Universitäten Jena und Halle. 1743 wurde er Kanzleisekretär in Kopenhagen. Noch im gleichen Jahr wurde er dänischer Legationssekretär in Madrid. 1747 wurde er Justizrat bei der dänischen Gesandtschaft in Stockholm. 1757 wurde er dänischer Landdrost in Delmenhorst. 1764 wurde er dänischer Kammerherr und war bis 1766 Deputierter des Engern-Ausschusses. Er wurde mit den Dannebrogorden der Ritterklasse bedacht. 1767 wurde er schließlich zum mecklenburg-strelitzschen Geheimen Rat berufen, 1769 zum Präsidenten der Justiz-Canzlei in Strelitz und schließlich um 1785 zum Präsidenten des Geheimen Rats und obersten Regierungsbeamten des (Teil-)Herzogtums Mecklenburg-Strelitz.
Gamm besaß und bewirtschaftete die Güter Göhren, Karow und Käselow sowie anteilig Poppentin. Sein Sohn, Friederich Ludwig Otto von Gamm, wurde Kammerherr. Seine Tochter Sophia Louisa Wilhelmina wurde am 7. August 1786 unter der Nr. 641 ins Einschreibebuch des adeligen Damenstift im Kloster Dobbertin eingetragen.
Seine Arbeiten zur Genealogie des Adels in Mecklenburg, die er 1772 begann und die an seinem Lebensabend annähernd 600 bearbeitete Geschlechter umfassten, sind ein bedeutendes Werk, das durch Zutun von Großherzog Friedrich Franz I. ins Großherzogliche Archiv in Schwerin gelangte. Conrad Lüder von Pentz war ein Pendant, mit dem er in regem Austausch stand.

## Werke
- Georg Christian Friedrich Lisch [Hrsg.]: Verzeichniß des meklenburgischen Adels von dem meklenburg=strelitzischen Minister Christoph Otto von Gamm, redigirt um das J. 1775. [= Vorwort]. In: Jahrbücher des Vereins für Mecklenburgische Geschichte und Altertumskunde, Band 11 (1846), S. 423–426 (Volltext)
- Christoph Otto von Gamm: Verzeichniß der in denen Herzogthümern Meklenburg ausgestorbenen Geschlechter, nebst Anzeige der Zeit, wann sie erloschen sind, und was sie für Wapens gehabt haben. In: Jahrbücher des Vereins für Mecklenburgische Geschichte und Altertumskunde, Band 11 (1846), S. 427–475 (Volltext)
- Pritzbuer-Gamm: Mecklenburgische Adelsgeschlechter. Zweite Auflage, Neustrelitz: Gundlach 1894 (Digitalisat)